# Loyola University Chicago
La Loyola University Chicago è un'università privata gesuita con sede a Chicago, Illinois. L'università fu fondata nel 1870 come Saint Ignatius College ed è l'università cattolica gesuita più grande degli Stati Uniti.
Le school della Loyola hanno educato generazioni di imprenditori locali e leader civici, e i corsi di studio in medicina, infermieristica e scienze della salute sono collegati al Loyola University Medical Center, riconosciuto a livello nazionale.
La Loyola University Chicago ha quattro campus:
- Lake Shore (LSC)
- Water Tower (WTC)
- Medical Center
- John Felice Rome Center a Roma, in Italia

Ospita dieci scuole e college:
- College of Arts & Sciences
- Quinlan School of Business
- School of Communication
- School of Continuing and Professional Studies
- School of Education
- The Graduate School
- School of Law
- Stritch School of Medicine
- Marcella Niehoff School of Nursing
- School of Social Work
- Saint Joseph College Seminary
- Arrupe College
- The Institute of Environmental Sustainability

La Loyola funge anche da sede universitaria americana del Beijing Center for Chinese Studies di Pechino.